# Dendrobium stelliferum
Espèce
Dendrobium stelliferum est une espèce d'orchidées du genre Dendrobium originaire de Nouvelle-Guinée.